# Ali Hassan Kuban
Ali Hassan Kuban (1933 Gotha, Egyiptom – 2001) núbiai énekes.
Zenei karrierjét kisgyermekként kezdte, azokon a hajókon énekelt, melyek Szudán felé indultak Asszuánból a Níluson. Hétéves korában szüleivel Kairóba költöztek, ahol a núbiai cserkészet soraiba lépett és itt számos hangszeren megtanult zenélni, többek közt klarinéten és tar-on (ami a skótduda helyi változata). 1949-ben már a kairói operában lépett fel, ahol hagyományos núniai zenét, és komolyzenét játszott, többek között ő volt a klarinétos az Aida előadása során. Kuban miután sokat játszott núbiai népzenei csoportokban, megszervezte saját nyolcfős zenekarát, amely az első olyan núbiai zenekar volt, ahol rézfúvósok is játszottak a hagyományos hangszerek mellett. Míg mindig figyelt arra, hogy beépítse zenéjébe a hagyományos núbiai ritmusokat és népdalokat, Kuban és zenekara olyan külső zenei elemeket is felhasznált, mint az elektromos hangszerek és James Brown zenéje.
Kuban hamarosan nagy hírnévre tett szert az Egyiptomban, főleg a núbiaiak körében.
A From Nubia to Cairo című lemezén olyan dalok hallhatók, melyek korábban csak kazettán jelentek meg. Ahogy terjedt a hírneve a núbiai közösség tagjai között, nagyobb eseményekre is meghívták, például Anvar Szadat elnök esküvőjére.
Az 1990-es években Kuban több hangfelvételt is kiadott és Egyiptomon kívül is turnázott.
Azt mondják, egy núbiai lakodalom sem lehet teljes Kuban zenéje nélkül.
Ali Hassan Kuban 2001 júniusában Kairóban elhunyt, épp mikor a Piranha Records kiadta "Real Nubian" című lemezét.